# Jacoba Repelaer van Driel
Jacoba Goverta Hendrika Repelaer van Driel (Nijmegen, 12 september 1884 – Driebergen, 18 mei 1967) was een Nederlands alt.
Jonkvrouwe Jacoba was dochter van ingenieur bij de spoorwegen Ocker Jan Adriaan Repelaer van Driel uit het geslacht Repelaer en Susanne Ewoudina Constantia van Tets. Ze werd voor haar werk onderscheiden met de zilveren medaille voor Kunst en Wetenschappen der Huisorde van Oranje.
Het gezin vertrok al snel naar Den Haag, waar ze pianoles kreeg van Fenna van Calcar. Op haar zeventiende verkreeg ze haar eerste zanglessen; ze kreeg ze aan een kostschool in Lausanne. Eenmaal terug in Den Haag studeerde ze voor vijf jaar verder bij Marie Bol aan het Haags Conservatorium. Haar eerste optreden zou hebben plaatsgevonden in maart 1904 in Diligentia; het was een liefdadigheidsconcert. Dit zou een aantal jaren naast kerkconcerten haar niche zijn. Een verdere studie bij Clara Klatte aan de Universiteit voor de Kunsten Berlijn in Berlijn verhoogde haar zangstatus, zodat ze in het voorjaar 1909 deel kon nemen aan een uitvoering in Schiedam van Elias van Felix Mendelssohn Bartholdy onder leiding van Georg Rijken.
Vanaf dan ging ze door het leven als zangeres binnen de genres oratorium en liederen. Ze was in het gehele land te horen als ook in het Concertgebouw. Ze zou deelnemen aan veertien concerten van het Concertgebouworkest onder dirigent Willem Mengelberg, Johan Schoonderbeek, Anton Tierie, Cornelis Dopper en Siegfried Ochs; ze stond daarbij tussen solisten als Aaltje Noordewier-Reddingius en Johannes Messchaert. Ze vulde dit soort concerten aan met recitals in Nederland en Duitsland, onder andere met sopraan Hilly Tibo en pianiste Helena Johanna van Lunteren-Hansen (kleine zaal Concertgebouw) en pianist Anton Verheij (Paleis voor Volksvlijt). Tijdens de recitals vergat ze niet repertoire van Nederlandse en vrouwelijke componisten te zingen. Bernard Zweers droeg zo zijn De merel (1923) aan haar op; Rosy Wertheim deed hetzelfde met haar Zwei Lieder. Ze zong gedurende de jaren twintig en dertig veelvuldig in het buitenland.
Een aantal jaren was ze tevens zanglerares in Den Haag en ook aan het Amsterdams Muzieklyceum. Op 27 maart 1925 hield ze een toespraak tijdens de jaarvergadering van de Nederlandsche Unie voor Vrouwenbelangen.